# I believe you 〜愛の花〜
「I believe you 〜愛の花〜」（アイ・ビリーブ・ユー・あいのはな）は、日本の歌手・愛内里菜の26作目のシングル。

## 概要
- 前作から約5ヶ月ぶりのリリースとなった。2008年第1弾シングルで、本作発売から2週間後に発売された6枚目のアルバム『TRIP』からの先行シングルである。
- 初回限定盤と通常版との2形態で発売、ジャケットもそれぞれ異なっている。
- シングル表題曲としては初めてのウェディングソングとなった。このことにちなみ、この曲のプロモーション・ビデオではウェディングドレス姿を披露した。

## 収録曲

### 初回限定版
1. I believe you 〜愛の花〜
  - 作詞：愛内里菜　作曲・編曲：後藤康二
2. HEY!
  - 作詞：愛内里菜　作曲・編曲：Bonn
3. Harmony -DTS MIX- Performed by INTER-D
  - 作詞：Double S　作曲：新井健史
4. I believe you 〜愛の花〜 -Bouquet of Love version-
  - 作詞：愛内里菜　作曲：後藤康二　編曲：松田純一
5. I believe you 〜愛の花〜 -instrumental-
6. HEY! -instrumental-

### 通常版
1. I believe you 〜愛の花〜
2. HEY!
3. I believe you 〜愛の花〜 -instrumental-
4. HEY! -instrumental-

## タイアップ
- TBS系『恋するハニカミ!』2008年5月度テーマソング（#1）
- 日本テレビ系『スポーツうるぐす』テーマソング（#2）

## 収録アルバム
- TRIP（#1）
- ALL SINGLES BEST 〜THANX 10th ANNIVERSARY〜（#1）